# Limonium strictissimum
Il limonio strettissimo (Limonium strictissimum (Salzm.) Arrigoni, 1980) è una specie di pianta erbacea perenne appartenente alla famiglia delle Plumbaginaceae.
Può produrre semi anche se l'impollinazione dei fiori non si è verificata, fenomeno chiamato apomissia.

## Descrizione

### Portamento
I fusticini possono raggiungere un'altezza massima di 30 centimetri e con portamento quasi verticale. Gli steli sono lignificati alla base, in prossimità del terreno.

### Foglie
Le foglie sono lanceolate o cuneiformi, di lunghezza compresa tra 1,5 e 2,5 centimetri e larghezza tra i 2 ed i 4 millimetri. Sono distribuite in rosette basali.

### Fiori
Le inflorescenze sono apicali e costituite da fiori tubulari, di colore blu. La fioritura avviene nel mese di agosto.

### Radici
L'apparato radicale è fittonante.

## Distribuzione e habitat
È una pianta endemica della Sardegna e della Corsica. Il suo habitat naturale è rappresentato dalle coste nell'immediata prossimità del mare, su substrati piuttosto diversi che possono variare dalle sabbie, anche grossolane, alle rocce granitiche e calcaree.

Il suo attuale areale in Sardegna è rappresentato da una piccola superficie tre le rocce granitiche di Punta Rossa, sull'isola di Caprera. In Corsica sono noti cinque siti in cui la specie vegeta, tutti lungo la costa orientale dell'isola.

## Conservazione
A causa della perdita dell'habitat naturale, della siccità, delle frane e dell'impatto esercitato dall'uomo Limonium strictissimum è classificata nella IUCN Red List come specie in pericolo di estinzione (Endangered). La specie è stata inserita dalla IUCN nella lista delle 50 specie botaniche più minacciate della area mediterranea.
In Italia la popolazione dell'isola di Caprera è tutelata dalla legge in quanto il sito in cui vegeta è incluso nell'area del Parco nazionale Arcipelago della Maddalena. A livello regionale un progetto di legge che ne vietava la raccolta (così come di altre specie vegetali a rischio) fu proposto, ma non approvato, da alcuni componenti del consiglio regionale della Sardegna nel 2006.
A livello internazionale è considerata una specie prioritaria inserita negli allegati II e IV della direttiva Habitat dell'Unione europea.